# Cades (Bíblia)
Cades (em hebraico: קָדֵשׁ), também conhecida como Cades Barneia (em hebraico: קָדֵשׁ בַּרְנֵעַ; romaniz.: Kadesh Barnea), era uma antiga cidade do Oriente Médio, conforme a Bíblia. Chamada também de Em-Mispate, se estendia pelo noroeste da península do Sinai, ao largo da fronteira nordeste do Egito e da costa oriental. Lá habitavam os amalequitas ou amelecitas, que são um povo árabe procedente de Amaleque, filho de Elifaz e neto de Esaú. Esta tribo do sul da Palestina tentou impedir a passagem do povo de Israel rumo à Terra Prometida, quando o povo de Israel saiu do Egito, sob o comando do profeta Moisés, e foi caminhando pela península do Sinai. A região era coberta de vegetação e se localizava no deserto de Zim a uns 120 km ao sul de Hebrom e também na região nordeste do Sinai, em sua fronteira com Edom, no sul da Transjordânia.